# Psychotria elongatosepala
Psychotria elongatosepala là một loài thực vật có hoa trong họ Thiến thảo. Loài này được (De Wild.) E.M.A.Petit miêu tả khoa học đầu tiên năm 1963.